# Laura Chiesa
Laura Chiesa (* 5. August 1971 in Turin) ist eine ehemalige italienische Degenfechterin.

## Erfolge
Laura Chiesa gewann bei Weltmeisterschaften mit der Mannschaft zunächst eine Silbermedaille sowie zwei Bronzemedaillen, ehe sie in der Einzelkonkurrenz 1993 in Essen Zweite und schließlich 1994 in Athen Weltmeisterin wurde. 1992 hatte sie zudem Bronze im Einzel bei den Europameisterschaften in Lissabon gewonnen. Bei den Olympischen Spielen 1996 in Atlanta belegte sie in der Einzelkonkurrenz den 26. Platz. In der Mannschaftskonkurrenz erreichte sie gemeinsam mit Margherita Zalaffi und Elisa Uga nach Siegen gegen Estland und Ungarn das Finale, in dem sich Frankreich mit 45:33 durchsetzte.